# 베프르조 크네들로 젤로
베프르조 크네들로 젤로(체코어: vepřo knedlo zelo)는 체코의 한 접시 요리이다. "돼지고기, 크네들리크(덤플링), 양배추"라는 뜻이며,  돼지고기 로스트와 호우스코비(빵) 또는 브람보로비(감자) 크네들리크, 자우어크라우트(신 양배추 절임)로 이루어진 식사이다. 체코의 국민 음식이기도 하다.

## 이름
체코어 "베프르조 크네들로 젤로(vepřo knedlo zelo)"는 "돼지고기, 덤플링, 양배추"라는 뜻이다. "돼지고기"를 뜻하는 "베프르조(vepřo)"와 덤플링의 하나를 가리키는 "크네들로(knedlo)", "양배추"를 뜻하는 "젤로(zelo)" 모두 이 음식 이름에만 쓰이는 형태이다. 일반적으로 쓰이는 형태는 "베프르조바(vepřová)"나 "베프르조베(vepřové)", "크네들리크(knedlík)", "젤리(zelí)"이다.

## 만들기
돼지고기는 오븐에 구운 로스트를 쓴다. 크네들리크는 주로 밀가루로 만든 호우스코비 크네들리크를 쓰지만, 감자로 만든 브람보로비 크네들리크를 쓰는 경우도 있다. 자우어크라우트는 볶은 양파와 설탕 등을 넣고 익혀서 쓴다. 돼지고기를 로스팅할 때 생긴 육즙은 루로 걸쭉하게 해 그레이비를 만든 다음, 고기 위에 부어 낸다.

## 같이 보기
- 골론카
- 자우어브라텐
- 카푸스토베 할루슈키
- 푀르쾰트